# 333 aC
El 333 aC va ser un any del calendari romà pre-julià. A la República i a l'Imperi Romà es coneixia com l'Any de la Dictadura de Rufí (o també any 421 ab urbe condita o de la Fundació de Roma). La denominació «333 aC» per a aquest any s'ha emprat des de l'edat mitjana, quan el calendari Anno Domini va ser el mètode prevalent a Europa per a anomenar els anys.

## Esdeveniments

### Àsia Menor
- Ada torna a pujar al tron de Cària restituïda per Alexandre el Gran, a qui havia acollit quan el macedoni va conquerir la ciutat l'any anterior (334 aC).[2]

### Antiga Grècia
- Batalla d'Issos, un enfrontament armat entre l'exèrcit macedoni d'Alexandre el Gran, contra l'Imperi Aquemènida de Darios III de Pèrsia. Gran victòria d'Alexandre.[3]
- Mèmnon de Rodes, un militar rodi al servei de Pèrsia, proveït per Darios III de tropes i diners, i una flota de 300 naus comandades conjuntament amb Farnabazos III, ataca Quios i Lesbos on ocupa diverses ciutats però perd molt de temps en la conquesta de Mitilene. En aquesta ciutat es posar malalt i mor.[4][5]
- Alexandre el Gran ataca la ciutat de Gòrdion, on protagonitza el famós episodi del tall amb l'espasa del nus gordià, un nus que ningú no era capaç de desfer. L'oracle havia promès que qui desfés el nus, conqueriria Àsia. El carro on hi havia el nus es trobava a l'acròpoli, vora de l'antic palau dels reis de Frígia.[6][7]
- Agis III, rei d'Esparta, amb un petit trirrem, s'apropa als comandants perses de l'Egeu, Farnabazos i Autofradates i demana diners per dur a terme atacs contra Alexandre el Gran a Grècia, però només rep 30 talents i 10 trirrems. En conèixer les notícies de la Batalla d'Issos cancel·la els seus plans.[8]

### Antiga Roma
- Aquest any no s'elegeixen cònsols, i sembla que continua la dictadura de Publi Corneli Rufí, que té com a magister equitum a Marc Antoni. Cap de les fonts dona noms dels cònsols d'aquell any i Corneli Rufí consta als Fasti Capitolini com a dictador.[9]

## Necrològiques
- Caridem d'Eubea, general atenenc a qui Alexandre el Gran havia exigit la seva dimissió l'any 335 aC, havia fugit a Pèrsia on va ser ben acollit per Darios III. Quan es mostra disconforme amb els preparatius del rei a la vetlla de la batalla d'Issos, és executat.[10]
- Mèmnon de Rodes, militar al servei de Pèrsia, mentre atacava la ciutat de Mitilene a Lesbos, es posa malalt i es mor. La seva pèrdua és irreparable pels perses, perquè degut als seus èxits els espartans es preparaven per unir-se a ell contra els macedonis i fer la guerra a Grècia, cosa que haurien fet impossibles les conquestes a Àsia d'Alexandre.[11]